# 泉崎大橋
泉崎大橋（いずみざきおおはし）は、福島県西白河郡泉崎村にある道路橋である。

## 概要
- 全長：229.0m
  - 主径間：29.0m
- 幅員：7.0（13.0）m
- 形式：9径間単純PCT桁橋
- 竣工：1983年[1]

JR泉崎駅南側にて東北本線を渡る跨線橋であり、福島県道75号塙泉崎線を通す。西詰は泉崎字雷、東詰は泉崎字八丸、泉崎東に位置する。橋上は上下対向2車線で供用され、上下線ともに歩道が設置されている。事故や渋滞の多発地点となっていた県道泉崎浅川線関平街道踏切除却のために建設された。阿武隈川の旧氾濫原に位置するため軟弱地盤対策として鋼管杭による橋脚・橋台の基礎工事が行われている。総工費は10億3570万円。親柱は泉崎村の頭文字「い」をモチーフにデザインされている。完成時は県南地方で2番目の規模を誇る橋梁であった。

## 沿革
- 1977年12月 - 関平街道踏切が踏切道改良促進法により立体交差化すべき踏切道として指定される。
- 1980年度 - 県道泉崎浅川線関平街道踏切と県道泉崎石川線第一石川街道踏切の除却を目的とし当橋梁の工事が着手される。
- 1983年9月6日 - 開通式が執り行われる。

当橋梁の開通による第一石川街道踏切の廃止に伴い、従来線路の西側で県道泉崎浅川線より分岐していた県道泉崎石川線の起点が移され、線路の東側で分岐するように路線が改められる。
- 1993年 - 主要地方道認定に伴い路線統合が行われ、県道泉崎塙線の橋梁となる。

## 周辺
- JR泉崎駅
- 泉崎村役場
- 泉崎村防災センター